# Cominar
Cominar est une entreprise privée spécialisée dans le domaine de l'immobilier au Québec. L’organisation a comme ambition de façonner des communautés d’avenir modernes et marquantes en créant des environnements de vie tout aussi fonctionnels qu’inspirants. Ses propriétés à usage mixte combinent une offre commerciale, une offre résidentielle et des immeubles de bureaux.
Jusqu’au 28 février 2022, Cominar était un fonds de placement immobilier québécois public, propriétaire et gestionnaire de nombreux immeubles, surtout à Québec, Montréal et Ottawa. Il détenait 310 immeubles de bureaux, commerciaux et industriels pour un total de 35 400 000 pi2 (3 288 768 m2).
Le 1er mars 2022, un consortium d'investisseurs en immobilier acquiert Cominar. Cette transaction marque le début d'une nouvelle ère pour l’organisation. Depuis, elle a disposé de plusieurs propriétés pour réinvestir et financer ses projets de développement et de redéveloppement. Une nouvelle équipe de direction est arrivée en poste en janvier 2023. Il est estimé que le portefeuille actuel de Cominar peut accueillir entre 15 000 et 20 000 portes résidentielles au cours des 10 à 15 prochaines années.

## Histoire
Cominar est fondé en 1965 par Jules Dallaire avec la construction d'immeubles d’appartements dans la région de Québec. En 1973, Cominar construit l'édifice Le Louisbourg sur Grande Allée, un des premiers immeubles en copropriété divise au Québec. En 1986, Cominar entreprend la construction et l'aménagement de Place de la Cité, un complexe commercial et de bureaux entièrement intégré sur le boulevard Laurier. En 1998, Jules Dallaire crée le Fonds de placement immobilier Cominar, un fonds de placement à capital fixe dont les titres sont cotés à la Bourse de Toronto.
En 2007, Cominar perce le marché immobilier montréalais avec l'achat de « 28 immeubles industriels et polyvalents et 19 immeubles de bureaux auprès du Fonds de placement immobilier Alexis Nihon ».
Le 1er mars 2022, un consortium dirigé par Canderel acquiert Cominar pour la somme de 5,7 milliards de dollars, au prix de 11,75 $ la part, dans le cadre d’une opération entièrement en espèces.
Au cours de la même année, Cominar, en partenariat avec Cogir et Divco, donne le coup d'envoi à la construction de Mostra Centropolis, un projet d'appartements locatifs moderne et inspirant qui incarne le futur de l’entreprise.
En mars 2023, l’organisation dévoile sa nouvelle vision stratégique avec un nouveau positionnement et une nouvelle signature et signale clairement qu'elle est présente comme jamais dans le paysage immobilier du Québec.

## Principaux centres commerciaux
Parmi ses propriétés, on retrouve :
- Alexis Nihon
- Duo Centre Laval et Quartier Laval
- Centre Rockland
- Centropolis
- Les Galeries Rive Nord
- Mail Champlain
- Galeries de Hull[9]
- Complexe de la Gare centrale
- Place Laval
- Place du Commerce

## Hommages au fondateur
- La rue Jules-Dallaire a été nommée en son honneur, en 2006, dans la ville de Québec.